# Malu Dreyer
Malu Dreyer, född 6 februari 1961 i Neustadt an der Weinstrasse, är en tysk socialdemokratisk politiker, tillhörande SPD. Hon är ministerpresident och regeringschef i det tyska förbundslandet Rheinland-Pfalz sedan 16 januari 2013. Sedan den 18 maj 2016 leder hon en mitten-vänsterregering, bestående av en så kallad "trafikljuskoalition" av partierna SPD, Die Grünen och liberala FDP. Under perioden 1 november 2016 till 31 oktober 2017 var hon även enligt gällande turordning mellan förbundsländerna ordförande för Tysklands förbundsråd och Tysklands förbundspresidents ställföreträdare.
Dreyer har varit minister i förbundslandet Rheinland-Pfalz regering sedan 2002, då hon blev social-, arbetsmarknads- och familjeminister. Mellan 1995 och 1997 var hon borgmästare i Bad Kreuznach.

## Biografi

### Utbildning och juristkarriär
Dreyer studerade anglistik, teologi och juridik vid Mainz universitet. Efter sin andra juridiska statsexamen 1990 arbetade hon som forskare vid Mainz universitet och sedan som åklagare i Bad Kreuznach. Från 1992 till 1995 arbetade hon för Rheinland-Pfalz lantdag.

### Politisk karriär
Dreyer blev medlem i SPD år 1994 och var borgmästare i Bad Kreuznach mellan 1995 och 1997. Från 1997 till 2002 ledde hon social-, ungdoms- och bostadsförvaltningen i Mainz stad. År 2002 utnämndes hon till arbets-, social-, familje- och hälsominister i Rheinland-Pfalz i Kurt Becks regering. Efter valet 2006 blev hon även ledamot av Rheinland-Pfalz lantdag för valkretsen Trier.
Efter Kurt Becks avgång valdes Dreyer av lantdagen till ministerpresident den 16 januari 2013 och blev därmed den första kvinnliga ministerpresidenten i Rheinland-Pfalz. Hon var SPD:s toppkandidat i lantdagsvalet 2016, som SPD vann med 36,2 procent av rösterna. Hon bildade därefter en regerande koalition av SPD, FDP och Allians 90/De gröna och omvaldes som ministerpresident av lantdagen den 18 maj 2016.
Hon lade ner sitt mandat i lantdagen den 1 augusti 2016. Från 1 november 2016 till 31 oktober 2017 var hon även ordförande för Tysklands förbundsråd.

## Familj och privatliv
Malu Dreyer är gift med politikern Klaus Jensen, tidigare överborgmästare i Trier, sedan 2004. Hon är diagnostiserad med multipel skleros (MS) och är därför delvis beroende av rullstol.